# Štefan Harding
Štefan Harding, O.Cist. (francosko Étienne Harding, angleško Stephen Harding,  špansko San Esteban Harding, francosko Saint Étienne Harding, madžarsko Harding Szent István, slovensko: Sveti Štefan Harding, prekumursko: Števan Harding Svéti) je bil krščanski svetnik, menih in opat, so-ustanovitelj cistercijanov  *okrog 1050, Sherborne, Dorset, Anglija; † 28. marec 1134, Opatija Citeaux, danes Francija

## Življenje
Štefan Harding je bil poleg Roberta in Alberika soutemeljitelj cistercijanov. Napisal je Carta caritatis ("Listino ljubezni"), osnovni dokument cistercijanskega reda.
Štefan (Stephen) se je pisal Harding. Rodil se je v Sherbornu pri Dorsetu na Angleškem. Prvo znanje si je pridobival v sherbornskem samostanu. Pred vdorom Normanov je pobegnil na Škotsko. Študije je končal v Parizu. Izuril se je tako v svetnih kot bogoslovnih vedah. Iz Pariza je romal v Rim. Ko je zvedel za molemski samostan in njegovega pobožnega opata Roberta je prosil za sprejem, ker je izkal umiritev od potovanj in brezdomstva. Opat Robert je bil izurjen v duhovnem vodstvu. On je utemeljil samostan v Molesme, ki je živel v skrajnjem siromaštvu. Velikokrat so še kruha stradali. Štefanu je ugajal strogi red in uboštvo. Dokler je bilo pomanjkanje zemeljskih dobrin, so z navdušenjem in vdanostjo prenašali vsakdanje težave. Kmalu pa so se razmere spremenile. Okoliško ljudstvo je začelo spoštovati strogo življenje svetih menihov, pa so se množili tudi darovi. Pomanjkanja je bilo konec, pa tudi navdušenja in svetosti, vsaj pri večini. Opat Robert, prior Štefan in proprior Alberik so ostali pri prejšnji strogosti.

### Nova ustanova - Cistercium (Citeaux)
Obrnili so se na lyonskega nadškofa Hugona, tedanjega apostolskega legata v Franciji. Ta je njihovo namero
pohvalil in dovolil, da so ustanovili nov samostan Citeaux (Sitó, latinsko Cistercium) ki je stal kakih 20 kilometrov – pet ur hoda - južno od Dijona. škof Valter, na čigar ozemlju je stal novi samostan, je to novo ustanovo rad potrdil. Redovno življenje v novem samo¬stanu so začeli Robert, Alberik in Štefan s še 19 menihi v močvirni in gozdnati divjini.  Burgundski knez je sprejel prostovoljne begunce v svoje varstvo in jim zgradil cerkev; oni pa so se vrgli na delo: s krčenjem gozda, izsuševanjem močvirja in trdim delom so obljudili toliko zemlje, da so lahko začeli gradnjo samostana. Delali so lastnoročno in končali dela 21. marca 1098. Name¬noma so naredili zaobljube na Cvetno nedeljo, ravno na god sv. Bene¬dikta, čigar pravila so ta dan začeli dobesedno izpolnjevati. Na ta način so položili temelj cistercijanskemu redu.

Robert je moral že po enem letu nazaj v Molesme. V Citeauxu mu je sledil opat Alberik. Po njegovi smrti, 1109, pa so izvolili bratje za opata Štefana. Dotlej je Pashal II. potrdil pravila nove ustanove. Kmalu se je razširil njen sloves in začeli so jo hvaliti tako plemiči kot kmetje.Opat Štefan je budno pazil, da ne bi popustila urejenost. K temu je pripomoglo zvesto izpolnjevanje dveh nalog: uboštva in ročnega dela, česar ni bilo dovoljeno pod nobeno pretvezo skrajševati. 

Burgundski knez se je tudi rad mudil v samostanu, zlasti odkar je vstopil k cistercijanom njegov drugorojeni sin. Štefan ga je rad videl, vendar njegovim dvorjanikom ni dovolil bivati v samostanu. Knez se je zato razjezil in je odtegnil samostanu svojo podporo. Kmalu so menihi začeli stradati; opat Štefan je osebno hodil prosit od hiše do hiše vbogajme. Stiska je bila tolikšna, da so mu ostali enkrat v žepu le trije groši. Poslal je brata, naj pripelje tri vozove živeža. Ljudi je ganila stiska in neki umirajoči je dal toliko denarja, da so lahko nakupili tri voze živeža; lakota se je tedaj poslovila. 

### Prihodsvetega Bernarda
1111 pa jih je doletela še hujša preskušnja: nalezljiva kuga je skoraj izpraznila samostan. Štefan je začel dvomiti, ali morebiti ni všeč Bogu taka strogost. 
Opat je najprej potožil pred umirajočim sobratom, da ni novih poklicev. Nato mu je v imenu pokorščine zapovedal, naj se po smrti vrne in sporoči, če je njihov način redovnega življenja Bogu všeč ali ne. Nekaj dni po svoji smrti se je pokojni brat prikazal in sporočil opatu Štefanu: »Vedite in trdno bodite prepričani, da je vaše življenje sveto in Bogu ljubo, kakor tudi vaše prizadevanje. Toda žalost, ki razjeda tvoje srce, da ne boš pustil naslednikov, te bo kmalu zapustila in se bo spremenila v veselje in navdušenost«  

Kmalu nato je potrkal na vrata samostana sveti Bernard  z veliko skupino sorodnikov in vitezov, ki je štela čez trideset oseb. Bernardov zgled in zgovornost sta zdaj delovala kot magnet, ki je privlačil vedno nove poklice. Opat Štefan je že takoj prvo leto po Bernardovem vstopu začel kar po vrsti ustanavljati nove samostane, med njimi Clairvaux, kjer je 25-letni Bernard postal prvi opat.

### NastanekStične
Cîteaux in prvi štirje samostani, ki so izšli iz njega - La Ferté (1113), Pontigny (1114), Clairvaux (1115) in Morimond (1115) - so v nekaj desetletjih ustvarili mogočno meniško gibanje, ki je konec srednjega veka naraslo na 742 moških in 761 ženskih samostanov, skoraj polovico v nemško-slovanskem kulturnem prostoru. 
Cistercijanski red se je že v prvih nekaj desetletjih razširil na tristo močnih samostanskih družin po vsej Evropi. Iz samostana Morimond (mori mondo=umreti svetu) je prišel leta 1136 prvi stiški opat v novo ustanovljeni samostan v Stični .

Štefan si je zelo prizadeval, da bi se ohranil duh Cistercija tudi v drugih ustanovah; zato je napisal pravila – Charta caritatis. Ko jih je papež Kalist  potrdil, jih je na občnem zboru 1119 dal razglasiti sobratom. Napisal je tudi zgodovino ustanovitve Citeaux-a, v drugem svojem delu pa je zbral navade in obrede opatije. Za knjižnico je nabavil zanesljiv svetopisemski rokopis. 
 

### Dela
Štefan je napisal Carta caritatis ("Listino ljubezni"), osnovni dokument cistercijanskega reda.

Samo še za pet kratkih ohranjenih pesniških besedil moremo z gotovostjo reči, da so res njegovo delo:
- 1. The Monitum of Saint Stephen’s Bible (Opomin Biblije svetega Štefana)
- 2. The Letter on the Use of Hymns (Pismo o rabi himn)
- 3. The Letter to King Louis VI (Pismo kralju Ludviku VI.)
- 4. The Letter to Pope Honorius II (Pismo papežu Honoriju II.)
- 5. The Letter to the Monks of Sherborne (Pismo sherbornskim menihom). [7]

Izvirni prvi zvezek vsebuje kolofon, ki ga je napisala ista roka, ki je prepisovala rokopis, z nadnevkom 1109:  »Anno Mmo centesimo nono ab incarnatione domini liber iste finem sumpsit scribendi gubernante Stephano II. abbate cenobium cisterciense.« 

## Smrt in češčenje
Zadnje leto življenja se je zaradi bolezni odpovedal opatski službi. Ko se mu je stanje poslabšalo, se je prišlo od njega v Citeaux poslovit dvajset opatov iz hiš, ki jih je on ustanovil. 
Štefan je umrl 28. marca 1134 v opatiji Citeaux v Burgundiji, danes Francija.
Najprej je bil njegov god 17. aprila, pozneje pa so ga prestavili na dan kanonizacije, na 28. julija. Danes pa je njegov god 26. januarja.